# Chris Malachowsky
Chris Malachowsky (2 maggio 1959) è un ingegnere e imprenditore statunitense, noto per essere uno dei cofondatori di NVIDIA, azienda leader nel settore della grafica computazionale e dell'intelligenza artificiale.

## Biografia
Laureato in ingegneria elettrica presso l'Università della Florida e con un master in informatica conseguito alla Santa Clara University, ha iniziato la sua carriera presso Hewlett-Packard e Sun Microsystems. Nel 1993, insieme a Jensen Huang e Curtis Priem, ha fondato NVIDIA, contribuendo in modo determinante allo sviluppo delle tecnologie grafiche e computazionali dell’azienda. Detentore di circa 40 brevetti, Malachowsky ha ricevuto numerosi riconoscimenti accademici e professionali, tra cui l'ingresso nella Florida Inventors Hall of Fame nel 2019 e un Emmy per la produzione di un documentario nel 2009.